# Astelechia longissima
Astelechia longissima är en svampart som beskrevs av Cif. 1962. Astelechia longissima ingår i släktet Astelechia, divisionen sporsäcksvampar och riket svampar.   Inga underarter finns listade i Catalogue of Life.